# Maschinenparadigma
Maschinenparadigma ist ein theoretisches Konzept der frühen Neuzeit, das die Welt als Maschine zu begreifen sucht.
Vor allem im 17. und zum Teil noch im 18. Jahrhundert verleiht es dem mechanistischen Weltbild Ausdruck. Das Konzept ist bestimmt durch die wachsende heuristische Bedeutung des anschaulich-empirischen Denkens, welches durch die Mechanik seinen Aufschwung nahm. Es werden infolge der These einer Weltmaschine nicht nur die Gegenstände der klassischen Mechanik, wie Planetenbahnen oder starre bzw. unbelebte Körper, sondern auch biologische Organismen einschließlich der psychischen Phänomene und des Funktionierens der
Gesellschaft im Sinne dieses Konzepts verstanden. Alle diese Bereiche werden dabei tatsächlich als Maschinen aufgefasst und nicht nur metaphorisch mit gewissen Merkmalen von Maschinen verglichen. Es entsteht somit ein Monismus, der insbesondere die Metaphysik für entbehrlich annimmt.

## Entwicklung des physikalischen Weltbildes
Im Laufe des naturwissenschaftlichen Fortschritts der Neuzeit folgte auf die empirisch vergleichsweise leicht fassbare Newtonsche Mechanik die Dynamik, Energetik und die auf Verschmelzung von Raum und Zeit sowie von Kraft und Materie ausgerichtete Feldtheorie. Die Mikrophysik hatte eine Betonung statistischer Gesichtspunkte zur Folge. Dies führte zu einer zunehmenden Abkehr von anschaulichen Momenten und relativierte so die zuvor durchgängig angenommene erlebnisrelevante Anschaulichkeit und Bildhaftigkeit der physikalischen Welt.

## Problematik
Nicht nur das naturwissenschaftliche Weltbild hat sich im geschichtlichen Verlauf als immer komplexer erwiesen, auch das Maschinenparadigma wirft eigene Fragen nach Ursprung und Bestimmung auf. Dies zunächst insofern, als Maschinen „zweckorientierte Gebilde“ darstellen und somit die Frage eines letzten Zwecks zu stellen ist. Fragen werden auch aufgeworfen, da sich das Maschinenparadigma als ein in sich selbst geschlossenes System der Weltmaschine versteht. Geht man von der Annahme einer mechanischen Weltmaschine als einem in sich geschlossenen System aus, so muss von einem Schöpfergott oder göttlichen Mechaniker-Ingenieur etwa als Demiurgen natürlich abgesehen werden. Wird die Entstehung „neuer Qualitäten“ dagegen im Rahmen von systemimmanenten Theorien als Frage eines eigengesetzlichen Entwicklungsprozesses (Emergenz) verstanden („funktional-relationale Logik“), so erscheint diese Auffassung sich kaum von animistischen Auffassungen der Beseeltheit der Materie zu unterscheiden bzw. von einer in ihr liegenden Entelechie, wie sie in Jäger-Sammler-Kulturen verbreitet war. Sie wäre dann keineswegs anzusehen als ein „historisch herausragender Versuch, die Welt als ein dynamisches Beziehungsgeflecht darzustellen“.
Die noch heute vor allem in ihren technisch-praktischen Anwendungen weit verbreitete monistische Auffassung von „Körper ohne Seele“ (z. B. Organmedizin) hat eine spiritualistische und idealistische Gegenbewegung von „Seele ohne Körper“ hervorgerufen. Für die konsequente Auffassung im Sinne des Maschinenparadigmas vom „Körper ohne Seele“ spricht die bekannte Aussage von Rudolph Virchow, er habe schon viele Leichen seziert, ohne je eine Seele anzutreffen.
Um diese Positionen besser zu verstehen, erscheint es wichtig, die geistesgeschichtliche Entstehung des Maschinenparadigmas zu betrachten.

## Vertreter mechanistischer Lehren

### Descartes

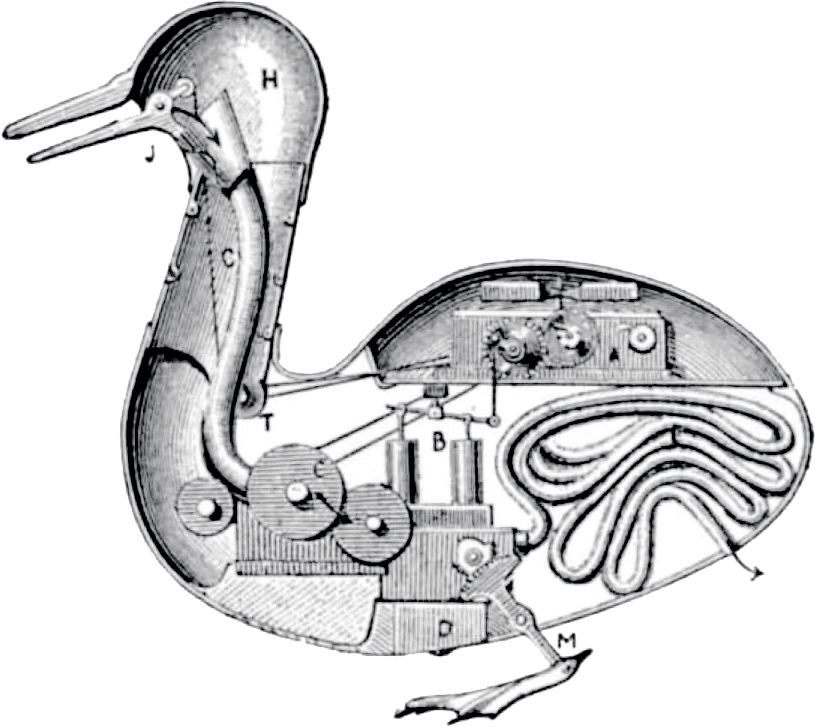
Abb. 1. René Descartes hielt Tiere – im Gegensatz zu Menschen – für reduktiv erklärbare Automaten – De homine (1622). Die Abbildung stellt die mechanische Ente von Jacques de Vaucanson aus dem Jahr 1738 dar. Descartes war natürlich klar, dass eine Ente im Inneren keine Zahnräder enthält.

René Descartes (1595–1650) hat dem Menschen Selbstbewusstsein zugeordnet und die Tiere zu Maschinen erklärt (Abb. 1). Mit dieser pragmatischen Vorstellung hat er die Methodik der Physiologie umrissen. Durch seine Unterscheidung zwischen res extensa und res cogitans ist Descartes allerdings nicht schon als Urheber des Dualismus von Leib und Seele anzusehen (Leib-Seele-Problem). Zur Erläuterung: res extensa = körperliche Ausdehnung (im Raum); res cogitans = Denken. Werden diese beiden Kriterien unterschieden, so gehört das Denken (sowie der Geist und die Seele) nicht zu den räumlich ausgedehnten Körperbereichen. Dennoch nahm Descartes an, die Wechselwirkung zwischen Körper und Seele finde in der unpaarigen Zirbeldrüse statt. Descartes hält sie jedoch nicht als den Sitz der Seele. Ein Leib-Seele-Dualismus lässt sich schon bei Platon feststellen. Von ihm stammt das Wortspiel soma (Körper) = sema (Grabstein), womit der Körper letztlich zum Gefängnis der Seele wird. Die Seele sei, so meint Descartes, als unteilbare Substanz mit allen Organen des Körpers verbunden. Er schreibt in seiner sechsten Meditation:
„ … Die Natur lehrt mich durch die Erfahrung von Schmerz und Hunger, Durst usw. …, dass ich in meinem Körper nicht wie der Kapitän in einem Schiff wohne, sondern, dass ich innig mit ihm vereint, sozusagen mit ihm vermischt bin, so dass ich mit ihm eine Einheit zu bilden scheine.“
Descartes Unterscheidung zwischen Mensch und Tier war konform mit der kirchlichen Lehre, wonach der Mensch als Krone der Schöpfung zu betrachten ist.

### Leibniz
Gottfried Wilhelm Leibniz (1646–1716) setzte sich in seiner Monadologie (1714) weiter mit Auswirkungen der neu entdeckten physikalischen Gesetze auseinander, welche die Autorität der kirchlichen Lehrmeinung erschütterte und daher auch die gängigen Auffassungen über Zusammenhänge zwischen Leib und Seele. Die von Descartes vorgenommene Unterscheidung in zwei Substanzen (res cogitans und res extensa), die auch eine Unterscheidung zwischen Mensch und Tier in sich enthielt, erschien zu kategorisch. Auch bestanden Zweifel an den Wechselwirkungen zwischen res extensa und res cogitans. Die Monadologie von Leibniz enthielt daher eine unendliche Reihe von Substanzen (Monaden), die eine breite Abstufung psychischer Qualitäten ermöglichte (petites perceptions). Nach der Definition der Monaden durch Giordano Bruno (1548–1600) sind diese zugleich psychisches wie physisches Wirkungselement. Dennoch muss seine Lehre von der prästabilierten Harmonie als ausgeprägt mechanistisch und deterministisch angesehen werden. Sie ist eine Variante des Paradigmas von den zwei gleichgehenden Uhren (Uhrengleichnis, nach Arnold Geulincx 1624–1669) und verkörpert ausgeprägte mechanistische und deterministische Züge. Gott wird damit zu einem Deus ex machina, der für das weder von Descartes noch von Leibniz lösbare Problem der Umsetzung von körperlichen in seelische Wirkungen (Aufwärts-Effekt, Qualia) und von seelischen in körperliche Wirkungen (Abwärts-Effekt) „in der Theorie“ herangezogen wurde. Leibniz machte in seiner Monadologie auf weitere Naturgesetze wie den Satz von der Erhaltung der Bewegungsgröße aufmerksam, die der von Descartes postulierten Richtungsänderung der Lebensgeister (spiritus animales) bei seelischen Abläufen widersprachen. Die philosophische Haltung an der Wende vom 17. zum 18. Jahrhundert gegenüber dem Leib-Seele-Problem wird allgemein als psychophysischer Parallelismus bezeichnet. Während Descartes noch die Seele als unteilbare Substanz mit allen Organen verbunden sein ließ, ist nun das Band zwischen Körper und Seele gelockert. Man bezeichnet dieses Band auch symbolisch als vinculum amoris (Fessel der Liebe). Damit ist der gefühlsmäßig anteilnehmende Aspekt für die Belange der eigenen Seele und derjenigen der Mitmenschen gemeint.

### Wolff
Christian Wolff (1679–1754) definiert:
„Eine Maschine ist ein zusammengesetztes Werck, dessen Bewegungen in der Art der Zusammensetzung gegründet sind. Die Welt ist gleichfalls ein zusammengesetztes Ding, dessen Veränderungen in der Art der Zusammensetzungen gegründet ist.“

### de La Mettrie
Julien Offray de La Mettrie (1709–1751) ist trotz der Verdikte von Voltaire und Diderot mit seinem Werk L’homme machine (1747) im Kanon der philosophischen Literatur verblieben. „Descartes und alle Cartesianer, zu denen man seit lange[m] auch die Malebranchisten zählt, haben denselben Fehler gemacht. Sie haben zwei genau zu unterscheidende Substanzen in dem Menschen angenommen, als ob sie solche gesehen und richtig gezählt hätten.“.
Während Descartes den Menschen vom Maschinenparadigma ausnahm, ordnete La Mettrie auch ihn ihm zu. Aber anders als Leibniz – in seinem Monadismus die Materie zu vergeistigen sucht, will La Mettrie gleichsam im Vorerinnerung an einen häeckelschen Monismus die Seele materialisieren, macht er die theologische Produktion der menschlichen Phantasie zu einer materialistischen Sache, die Imagination zur Imachination, zu einem biochemischen Apparat der Körpersäfte.
Das ›enfant terrible‹ der Aufklärung leistete damit eine konsequente und stimmige Generalisierung mechanistischer Auffassungen, das den frömmlichen Winkelzügen aller Albrecht von Hallers die Schlupflöcher und doppelten Böden nehmen sollte.

## Gegenpositionen

### Pascal
Blaise Pascal (1623–1662) hat die Logik der Anteilnahme als ordre du cœur („Ordnung des Herzens“) oder als logique du cœur („Logik des Herzens“) bezeichnet: „Le cœur a ses raisons que la raison ne connaît point.“ Man darf diese Fähigkeit als spezifische Leistung der Vernunft bzw. der von ihr verfolgten Komplementarität von Gefühl und reiner Ratio betrachten.

### Berkeley
George Berkeley (1685–1753) vertrat die Auffassung, dass außer der Substanz des Geistes, der Seele und des Ich nichts existiert.

### Kant
Immanuel Kant (1724–1804) unternimmt in seiner Transzendentalphilosophie die Aufgabe, die von den Skeptikern vertretenen neuen Auffassungen mit den alten Vorstellungen der Dogmatiker zu verbinden (KrV A VIII-IX). Diese neuen Auffassungen wurden von den Naturwissenschaften und dem von diesen gepflegten empirischen Denken geprägt (John Locke 1632–1704). Die der Dogmatiker waren von der Metaphysik geprägt. Die körperlichen Gesichtspunkte der Naturwissenschaften betrachtet Kant als „Körperlehre“, d. h. einer „Physiologie der Gegenstände äußerer Sinne“, die „Seelenlehre“ dagegen hielt er für eine „Physiologie des inneren Sinnes“ (KrV A 381). Er hat in seiner transzendentalen Ästhetik die Zeit als Anschauungsform des inneren Sinnes (KrV § 6, B 49), den Raum als Anschauungsform des äußeren Sinnes (B 50) bezeichnet. Am Beispiel des Satzes „Ich denke“ weist er zum Thema der dialektischen Schlüsse der reinen Vernunft die von allen empirischen Eindrücken befreite rationale Seelenlehre der inneren Erfahrung zu (B 399–401). „Dasjenige, was ein Gegenstand äußerer Sinne ist, heißt Körper (B 400).“ – Hieraus folgt etwa am Beispiel der Medizin, dass Gesichtspunkte der Entwicklung (Anschauungsform der Zeit) für die Psychologie wesentlicher als für die Organmedizin (Anschauungsform des Raums) sind. Dort spricht man – was die Zeit betrifft – eher von Krankheitsverlauf. Die Seele wird als „Prinzipium des Lebens“ (B 403) angesehen und als Substanz aufgefasst. Kant verweist dazu auf seine Kategorientafel. Aufgrund ihrer Vierteilung ergeben sich 4 Paralogismen (B 406 ff).

### Jaspers
Karl Jaspers (1883–1969) macht den Verstand für die Entwicklung der Technik verantwortlich. Er schreibt:
„ … Das Denken des Verstandes erfindet und macht. Seine Vorschriften können ausgeführt werden und durch endlose Wiederholung das Machen vervielfältigen. Es entsteht eine Weltverfassung, in der einige Köpfe die Maschinen konstruieren, gleichsam eine zweite Welt erschaffen, in der dann die Massen als Funktion der Ausführung dienen. Das andere Denken, das Denken der Vernunft, ermöglicht keine Ausführung nach Anweisungen in Massen, sondern verlangt von jedem, als er selbst zu denken, ursprünglich zu denken. …“

### Fromm
Erich Fromm (1900–1980) hat die Aristotelische Logik für die Entwicklung der Atombombe verantwortlich gemacht. Er schreibt:
„ … das paradoxe Denken (Vernunftlogik) führte zur Toleranz und zur Bemühung, sich selbst zu wandeln. Der aristotelische Standpunkt (Verstandeslogik) führte zum Dogma und zur Wissenschaft, zur katholischen Kirche und zur Entdeckung der Atomenergie.“

### Anders
Günther Anders (1902–1992) ging mit seiner Technikphilosophie von drei Hauptthesen aus:
1. „dass wir der Perfektion unserer Produkte nicht mehr gewachsen sind;
2. dass wir mehr herstellen, als wir uns vorstellen und verantworten können;
3. und dass wir glauben, das was wir können, auch zu dürfen …“[17][18]

Seine Erfahrungen mit der Technik hat Günther Anders hauptsächlich als Emigrant in den USA gesammelt. Aber auch die Darstellungen eines US-amerikanischen Zeitgenossen, Lewis Mumford zu diesem Thema seien erwähnt.

### Kuhn
Thomas Samuel Kuhn (1922–1996) betrachtete das Paradigma als wesentlich für jede wissenschaftliche Revolution. Somit stellt sich die Frage nach dem möglicherweise schwindenden „historischen Laderaum“ (Ernst Bloch) für das Maschinenparadigma im Zuge der Postmoderne. Dort (l.cit.) heißt es:
„Angesichts des (1) Faschismus und Stalinismus, der mit dem Fortschritt der Natur- und Sozialtechnik bisher auch verbundenen (2) Zerstörung der Umwelt sowie der in dem methodischen Ansatz vieler Wissenschaften und Wissenschaftstheorien vollzogenen (3) Eliminierung des kritischen Subjekts und der Geschichte scheint es ein Hohn zu sein, die Gegenwart im Verhältnis zur Vergangenheit schlechthin als Fortschritt oder auch nur als Zeitalter der Aufklärung zu bezeichnen.“